# Hajdúdorog
Hajdúdorog  este un oraș în districtul Hajdúböszörmény, județul Hajdú-Bihar, Ungaria, având o populație de 9.027 de locuitori (2011).

## Istoric
În anul 1912 a fost înființată Episcopia Greco-Catolică de Hajdúdorog, fapt care a stârnit nemulțumirea ierahilor Bisericii Române Unite cu Roma, în frunte cu mitropolitul Victor Mihaly de la Blaj.

## Demografie
Componența etnică a orașului Hajdúdorog
     Maghiari (95,52%)
     Romi (3,46%)
     Necunoscut (0,33%)
     Alții (0,69%)
Componența confesională a orașului Hajdúdorog
     Greco-catolici (62,77%)
     Romano-catolici (4,52%)
     Fără religie (4,12%)
     Reformați (3,41%)
     Necunoscută (24,87%)
     Alte religii (1,33%)
Conform recensământului din 2011, orașul Hajdúdorog avea 9.027 de locuitori. Din punct de vedere etnic, majoritatea locuitorilor (95,52%) erau maghiari, cu o minoritate de romi (3,46%). Apartenența etnică nu este cunoscută în cazul a 0,33% din locuitori.  Din punct de vedere confesional, majoritatea locuitorilor (62,77%) erau greco-catolici, existând și minorități de romano-catolici (4,52%), persoane fără religie (4,12%) și reformați (3,41%). Pentru 24,87% din locuitori nu este cunoscută apartenența confesională.

## Personalități născute aici
- Károly Mészáros (1821 - 1890), scriitor, avocat.